# Điểm đến của Japan Airlines
Tính tới thời điểm hiện nay, Japan Airlines thuộc Nhật Bản đã bay đến 103 điểm bay trên cả quốc tế và nội địa. Dưới đây là các điểm bay của hãng.

## Châu Á

### Đông Á
- Cộng hòa nhân dân Trung Hoa
  - Bắc Kinh-Sân bay quốc tế Thủ Đô Bắc Kinh
  - Đại Liên-Sân bay quốc tế Chu Thủy Tử Đại Liên
  - Quảng Châu-Sân bay quốc tế Bạch Vân Quảng Châu
  - Thượng Hải
    - Sân bay quốc tế Phố Đông-Thượng Hải
    - Sân bay quốc tế Hồng Kiều Thượng Hải

  - Thiên Tân-Sân bay quốc tế Tân Hải Thiên Tân
  - Hồng Kông-Sân bay quốc tế Hồng Kông
- Nhật Bản
  - Tỉnh Chūbu
    - Komatsu-Sân bay Komatsu
    - Nagoya-Sân bay quốc tế Chubu
    - Niigata-Sân bay Niigata

  - Tỉnh Chūgoku
    - Hiroshima-Sân bay Hiroshima
    - Izumo-Sân bay Izumo
    - Okayama-Sân bay Okayama
    - Yamaguchi-Ube-Sân bay Yamaguchi-Ube

  - Tỉnh Hokkaidō
    - Asahikawa-Sân bay Asahikawa
    - Hakodate-Sân bay Hakodate
    - Kushiro-Sân bay Kushiro
    - Obihiro-Sân bay Obihiro
    - Ōzara-Sân bay Memambetsu
    - Sapporo-Sân bay Chitose mới

  - Tỉnh Kansai
    - Osaka
      - Sân bay quốc tế Kansai
      - Sân bay quốc tế Osaka

    - Shirahama-Sân bay Nanki-Shirahama

  - Tỉnh Kāntō
    - Tokyo
      - Sân bay quốc tế Narita
      - Sân bay quốc tế Tokyo

  - Tỉnh Kyūshū
    - Fukuoka-Sân bay Fukuoka
    - Kitayūshū-Sân bay Kitayushu
    - Amami Ōshima-Sân bay Amami
    - Kagoshima-Sân bay Kogoshima
    - Tokunoshima-Sân bay Tokunoshima
    - Kumamoto-Sân bay Kumamoto
    - Miyazaki-Sân bay Miyazaki
    - Nagasaki-Sân bay Nagasaki
    - Ōita-Sân bay Oita

  - Tỉnh Okinawa
    - Naha-Sân bay Naha

  - Tỉnh Tōhoku
    - Akita-Sân bay Akita
    - Aomori-Sân bay Aomori
    - Hanamaki-Sân bay Hanamaki
    - Misawa-Sân bay Misawa
    - Yamagata-Sân bay Yamagata

  - Tỉnh Shikoku
    - Kōchi-Sân bay Kochi
    - Matsuyama-Sân bay Matsuyama
    - Takamatsu-Sân bay Takamatsu
    - Tokushima-Sân bay Tokushima
- Hàn Quốc
  - Busan-Sân bay quốc tế Gimhae
  - Seoul
    - Sân bay quốc tế Incheon
    - Sân bay quốc tế Gimpo
- Đài Loan
  - Cao Hùng-Sân bay quốc tế Cao Hùng
  - Đài Bắc
    - Sân bay quốc tế Đào Viên Đài Loan
    - Sân bay Tùng Sơn Đài Bắc

### Nam Á
- Ấn Độ
  - Delhi-Sân bay quốc tế Indira Gandhi

### Đông Nam Á
- Indonesia
  - Jakarta-Sân bay quốc tế Soekarno-Hatta
- Malaysia
  - Kuala Lumpur-Sân bay quốc tế Kuala Lumpur
- - Manila-Sân bay quốc tế Ninoy Aquino
- Singapore
  - Singapore-Sân bay quốc tế Singapore Changi
- Thái Lan
  - Bangkok-Sân bay quốc tế Suvarnabhumi
- Việt Nam
  - Hà Nội-Sân bay quốc tế Nội Bài
  - Thành phố Hồ Chí Minh-Sân bay quốc tế Tân Sơn Nhất

## Châu Âu
- Pháp
  - Paris-Sân bay quốc tế Charles de Gaulle
- Đức
  - Frankfurt-Sân bay quốc tế Frankfurt
- Liên bang Nga
  - Moskva-Sân bay quốc tế Domodedovo
- Vương quốc Anh
  - Luân Đôn-Sân bay London Heathrow
- - Helsinki-Sân bay Helsinki-Vantaa

## Châu Mỹ
- Canada
  - Vancouver-Sân bay quốc tế Vancouver
- - Boston-Sân bay quốc tế Logan
  - Chicago-Sân bay quốc tế O'Hare
  - Honolulu-Sân bay quốc tế Honolulu
  - Los Angeles-Sân bay quốc tế Los Angeles
  - New York-Sân bay quốc tế John F. Kennedy
  - San Francisco-Sân bay quốc tế San Francisco
  - San Diego-Sân bay quốc tế San Diego

## Châu Đại Dương
- Úc
  - Sydney-Sân bay quốc tế Kingsford Smith
- - Guam-Sân bay quốc tế Antonio B. Won Pat

## Các điểm đến trước đây
Ngoài các điểm bay hiện tại, Japan Airlines còn có những điểm bay đã ngừng từ lâu
- Châu Phi
  - Ai Cập: Cairo
- Châu Mỹ
  - Canada: Toronto; Montreal
  - Brazil: Campinas; Rio de Janeiro; São Paulo
  - Mexico: Mexico City
  - Mỹ: Anchorage; Atlanta; Dallas/ Fort Worth; Kailua-Kona; Las Vegas; Seattle; Washington
- Châu Á
  - Bahrain: Bahrain
  - Cộng hòa nhân dân Trung Hoa: Thanh Đảo; Hạ Môn; Hàng Châu
  - Indonesia: Denspensar/Bali
  - Ấn Độ: Kolkata; Mumbai
  - Iran: Tehrain
  - Nhật Bản: Fukushima; Toyama; Kobe
  - Kuwait: Kuwait
  - Liban: Beirut
  - Pakistan: Karachi
  - Ả Rập Saudi: Jeddah
  - Các Tiểu Vương quốc Ả Rập Thống Nhất: Abu Dhabi
- Châu Âu
  - Đan Mạch: Copengagen
  - Đức: Berlin; Munich; Hamburg; Dusseldorf
  - Hy Lạp: Athens
  - Ý: Milan; Roma
  - Hà Lan: Amsterdam
  - Liên bang Nga: Khabarovsk
  - Tây Ban Nha: Madrid
  - Thụy Sĩ: Zurich
- Châu Đại Dương
  - Fiji: Nadi
  - Úc: Brisbane; Cairns; Melbourne; Perth
  - New Zealand: Auckland; Christchurch
  - Quần đảo Bắc Mariana: Saipan